# HPO (기업)
주식회사 HPO는 서울특별시 영등포구에 본사를 둔 건강기능식품 기업이다.

## 개요
- 2022년부로 반려동물 식품 전문 자회사인 코펜하겐레서피를 흡수합병하였다.[3]

## 내용주
1. ↑  주관사를 대신증권과 키움증권로 공모가 22,200원에 코스닥 시장에 상장